# Oumar Khassimou Dia
Pour les articles homonymes, voir Dia.
Oumar Khassimou Dia, né le 8 juillet 1940 à Lobaly (région de Matam), et mort le 10 mai 2022 à Dakar, est un homme politique sénégalais, ingénieur agronome de formation.

## Carrière
En 2000 il est nommé ministre du Plan dans le gouvernement de Moustapha Niasse et succède à El Hadj Ibrahima Sall.
En 2006 il devient ministre des Sénégalais de l'extérieur dans le gouvernement de Macky Sall.
Il est élu député en 2007.